# یواس‌اس کوکا (ای‌تی‌ای-۱۸۵)
یواس‌اس کوکا (ای‌تی‌ای-۱۸۵) (به انگلیسی: USS Koka (ATA-185)) یک کشتی بود که طول آن ۱۴۳ فوت (۴۴ متر) بود. این کشتی در سال ۱۹۴۴ ساخته شد.